# Cultura arqueológica
Una cultura arqueológica es la suma de los conjuntos de artefactos y demás elementos materiales (construcciones, restos de caminos, de canales, etc.) correspondientes a una época y un lugar (yacimiento o región) determinados. Los artefactos encontrados en yacimientos de una misma época que comparten características parecidas se reúnen en tipologías que, a su vez, se agrupan en conjuntos y todos ellos forman una cultura arqueológica.
Así, una cultura arqueológica es solo una sistematización de los elementos materiales obtenidos durante las excavaciones, una convención de carácter artificial que sirve a los arqueólogos para ordenar los datos obtenidos en estas. No tiene por qué ser, ni mucho menos, el reflejo cultural de un grupo humano concreto y diferenciado de los demás grupos humanos, distorsión en la que se ha incurrido con suma facilidad hasta finales del siglo XX.
Por ello, según algunos autores, lo más indicado sería utilizar los términos cronocultura o complejo tecnológico/estilístico para referirse a estos conjuntos artefactuales. Otros, en cambio, consideran que un tecnocomplejo es una fase evolutiva cultural independiente del espacio y del tiempo.

## Cronocultura como sinónimo de pueblo
La identificación de culturas arqueológicas con pueblos o razas fue utilizada abundantemente en los discursos de construcción de las identidades nacionales europeas, que presentaban a iberos, celtas o germanos como los gérmenes míticos que legitimaban históricamente los estados modernos. El término cultura se asimila a la gente, a sus tradiciones y costumbres asociadas, así que su uso en contextos arqueológicos otorga racionalidad a simples elementos materiales.

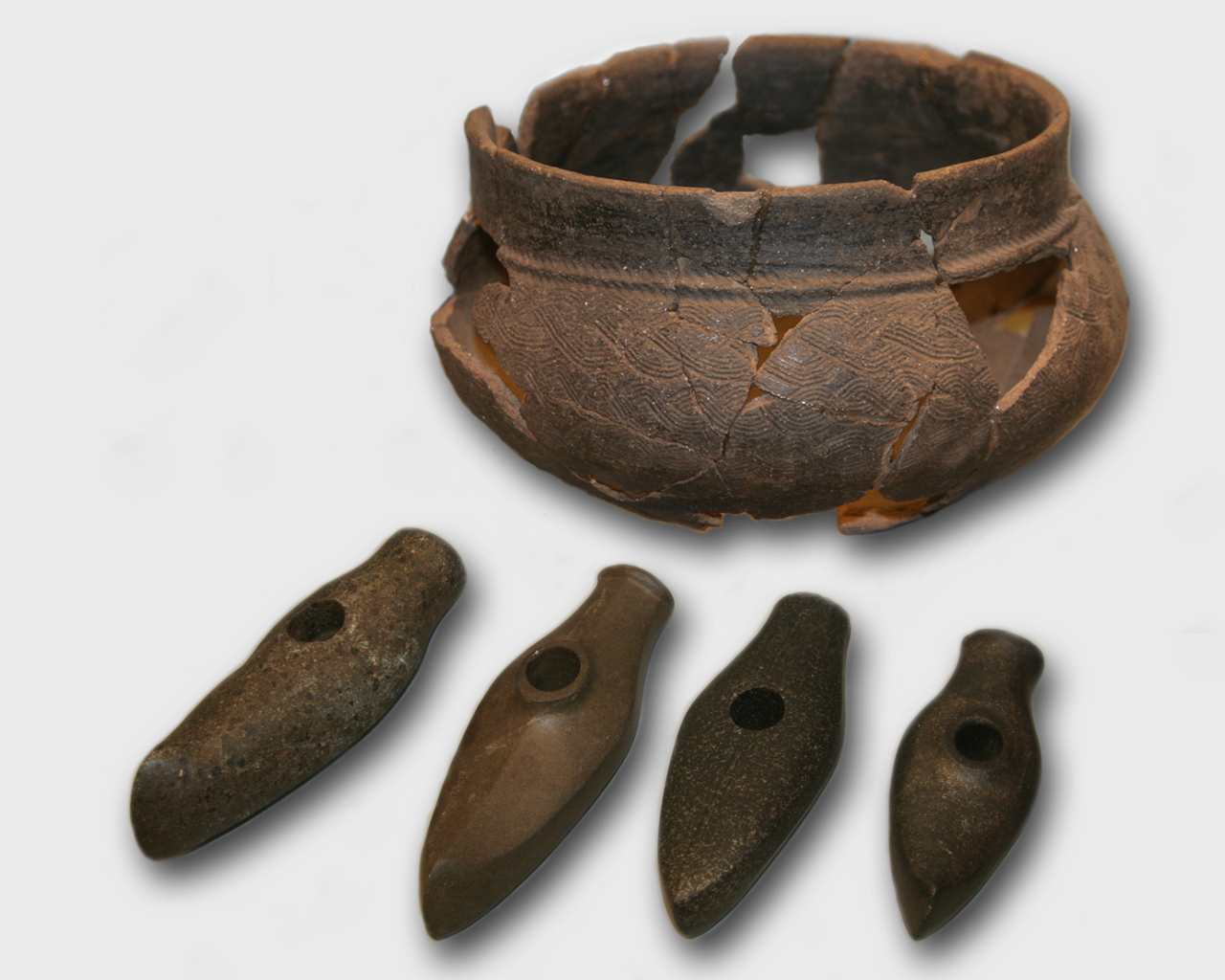
Elementos materiales mediante los cuales se identifica la variante escandinavo-báltica de la cultura de la cerámica cordada (del hacha con forma de bote): vaso cerámico y hachas de piedra.

La utilización del término cultura fue introducida en la arqueología a través de los etnógrafos alemanes del siglo XIX, al distinguir entre la Kultur de los grupos tribales o rurales, y la Zivilisation de los pueblos urbanos. En la segunda parte de ese siglo, arqueólogos de Escandinavia y Europa central incrementaron el uso del concepto alemán de cultura para describir los diferentes grupos que se distinguían en el registro arqueológico de yacimientos o regiones concretas, a menudo al lado y/o como sinónimo de civilización.
Ya en el siglo XX el prehistoriador alemán Gustaf Kossinna convirtió el concepto de cultura arqueológica en algo básico en la disciplina: Kossinna veía el registro arqueológico como un mosaico de culturas claramente definidas (o Kultur-Gruppen) y fuertemente asociadas a la idea de raza. Estaba particularmente interesado en reconstruir los movimientos de lo que él veía como ancestros prehistóricos directos de los germanos, eslavos, celtas y otros grandes grupos indoeuropeos, con el objetivo de rastrear la raza aria hasta su tierra de origen (urheimat). El carácter racista de los postulados de Kossina no tuvo gran repercusión fuera de Alemania, pero sus conceptos básicos, despojados ya de sus connotaciones raciales fueron adoptados por V. Gordon Childe y Franz Boas, los más influyentes arqueólogos de Gran Bretaña y EE. UU., respectivamente. Childe, en particular, fue el responsable de la definición de cultura arqueológica que se ha aplicado generalmente hasta los años 1970:

Encontramos cierto tipo de restos -vasijas, implementos, ornamentos, ritos de entierro y formas de habitación- muy recurrentes. A este complejo de rasgos asociados lo podríamos denominar "grupo cultural" o simplemente "cultura". Suponemos que cada uno de esos complejos es la expresión material de lo que hoy llamaríamos un "pueblo" (Childe,1929: v-vi)

Esta definición presupone que los objetos son la expresión material de las reglas culturales que rigen la conducta de los individuos y forman sus ideas, delimitando así su cultura. Tal enfoque crea la tendencia a destacar las diferencias existentes entre los artefactos de supuestas culturas, en vez de intentar hallar las similitudes entre tales objetos; tiende a particularizar en vez de a generalizar. Además, genera una visión inmovilista de las culturas, explicando siempre los cambios como consecuencia de influencias externas, nunca como resultado de una evolución propia: o por migraciones de pueblos o por difusión de ideas. Debido a ello, numerosos arqueólogos han puesto en duda posteriormente esta supuesta conexión intrínseca entre cultura material y sociedades humanas.
|  |  |  |  |

## Rechazo al uso tradicional del término
Los primeros en rechazae el uso tradicional del término fueron los seguidores de la Nueva arqueología, durante los años 1960 y 1970. La entonces nueva corriente de investigación defendía el uso de la teoría y del método científico en la arqueología, rechazando los procedimientos de los prehistoriadores "tradicionales" por simplistas y especulativos. Investigadores como Kent Flannery, Lewis Binford o Colin Renfrew criticaron la posibilidad de que existiera una equivalencia entre restos materiales y pueblos, y de que la difusión fuese capaz de explicar las causas de los cambios sociales.
Uno de los principales detractores fue el británico Ian Hodder, gran divulgador de la arqueología postprocesual y director de las excavaciones en Çatalhöyük. Hodder realizó un estudio etnoarqueológico entre las tribus del lago Baringo (Kenia), donde llegó a la conclusión de que algunos elementos de la cultura material de estos pueblos se utilizaban como diferenciadores tribales, mientras que otros no, siendo usados de manera similar entre miembros de tribus diferentes. Esta apreciación puso sobre aviso a todos aquellos arqueólogos que sistemáticamente relacionaban, de una manera un tanto simplista, una determinada cultura material con unos supuestos grupos étnicos humanos. No se podía utilizar únicamente la cultura material para la reconstrucción de grupos humanos.
Un ejemplo actual ilustrará fácilmente la cuestión: muchos de los objetos de la cultura material moderna se pueden encontrar en prácticamente todos los lugares del mundo (determinadas marcas de bebidas gaseosas, de ropa deportiva o de calle, de teléfonos móviles, etc.), generando una cierta uniformidad material universal, sin que por ello se nos ocurriría decir que todos sus usuarios pertenezcan a una misma cultura.

## Límites
Tecnocomplejo
Los grandes complejos de arqueología prehistórica y de historia temprana que antes se denominaban cultura, hoy suelen denominarse “tecnocomplejos”. A lo sumo, el término cultura fue utilizado en el Neolítico o más tarde.
Ensamblaje, inventario
En el pasado, un conjunto era a menudo el nombre que se daba a una colección de ciertos objetos encontrados durante excavaciones, por ejemplo:  Formas y dispositivos cerámicos que se presentan en complejos sólidos. Hoy en día se suele hablar de inventario y, a veces, en mayor escala, de “industria”.
Industria
En la arqueología prehistórica moderna, una industria se define como la acumulación de un complejo estrecho de conjuntos correspondientes de, por ejemplo, definidas como herramientas de sílex trabajadas mediante una técnica específica. (Industria de hachas de mano)
Grupo, complejo tecno
En arqueología prehistórica y de historia temprana, este es a veces el término utilizado para describir una situación de hallazgo que solo puede determinarse por un grupo de reliquias (como cerámica) y que aún no cruza el límite hacia una sistemática de nivel superior, que en el período Neolítico a veces también se denomina "cultura". Sin embargo, este límite es fluido (Grupo La Hoguette) y cada investigador lo dibuja de forma diferente. Sin embargo, aquí normalmente se utiliza el término moderno “industria”.
Como unidad de clasificación, la cultura arqueológica fue en su día una herramienta indispensable para el trabajo de los arqueólogos. Sin embargo, a comienzos del siglo XXI, el término sólo se utiliza para una clasificación preliminar como hipótesis de trabajo y desde entonces ha sido reemplazado por el término neutral y culturalmente libre de cargas “tecnocomplejo”, especialmente en la terminología y sistemática prehistórica e histórica temprana, y especialmente para el Paleolítico.

## Desarrollo
El uso del término "cultura" entró en la arqueología a través de la etnografía alemana del siglo XIX, donde se distinguía la Kultur de los grupos tribales y campesinos rurales de la Zivilisation de los pueblos urbanizados. En contraste con el uso más amplio de la palabra que introdujo en la antropología anglosajona Edward Burnett Tylor, los etnólogos alemanes utilizaban Kultur para describir las formas de vida distintivas de un pueblo o Volk en particular, en este sentido equivalente a la civilisation francesa. Los trabajos de Kulturgeschichte (historia de la cultura) fueron producidos por una serie de eruditos alemanes, en particular Gustav Klemm, a partir de 1780, lo que refleja un creciente interés por la etnicidad en la Europa del siglo XIX.
El primer uso de "cultura" en un contexto arqueológico fue en la obra de Christian Thomsen de 1836 Ledetraad til Nordisk Oldkyndighed (Guía de la Antigüedad Septentrional). En la última mitad del siglo XIX, los arqueólogos de Escandinavia y Europa central utilizaron cada vez más el concepto alemán de cultura para describir los diferentes grupos que distinguían en el registro arqueológico de determinados yacimientos y regiones, a menudo junto a "civilización" y como sinónimo de ésta. No fue hasta el siglo XX y los trabajos del prehistoriador alemán y ferviente nacionalista Gustaf Kossinna cuando la idea de culturas arqueológicas se convirtió en un elemento central de la disciplina. Kossinna veía el registro arqueológico como un mosaico de culturas claramente definidas (o Kultur-Gruppen, grupos culturales) que estaban fuertemente asociadas con la raza. Estaba especialmente interesado en reconstruir los movimientos de lo que él consideraba los antepasados prehistóricos directos de alemanes, eslavos, celtas y otros grandes grupos étnicos indoeuropeos con el fin de rastrear la raza aria hasta su patria o Urheimat'.
El carácter fuertemente racista de la obra de Kossinna hizo que tuviera poca influencia directa fuera de Alemania en su momento (el Partido Nazi acogió con entusiasmo sus teorías), o en absoluto después de la Segunda Guerra Mundial. Sin embargo, el enfoque más general de la arqueología "historia cultural" que él inició sustituyó al evolucionismo social como paradigma dominante durante gran parte del siglo XX. El concepto básico de cultura arqueológica de Kossinna, despojado de sus aspectos raciales, fue adoptado por Vere Gordon Childe y Franz Boas, en su momento los arqueólogos más influyentes de Gran Bretaña y América respectivamente. Childe, en particular, fue el responsable de formular la definición de cultura arqueológica que se sigue aplicando en gran medida en la actualidad. Definió la cultura arqueológica como artefactos y restos que aparecen juntos de forma sistemática. Esto introdujo un "uso nuevo y discreto del término que era significativamente diferente del uso antropológico actual". Su definición en particular era puramente un dispositivo de clasificación para ordenar los datos arqueológicos.
Aunque se mostraba escéptico a la hora de identificar etnias concretas en el registro arqueológico y se inclinaba mucho más por el difusionismo que por el migracionismo para explicar el cambio cultural, Childe y posteriores arqueólogos histórico-culturales, como Kossinna, seguían equiparando culturas arqueológicas separadas con "pueblos" separados. Arqueólogos posteriores[¿quién?] han cuestionado la relación directa entre cultura material y sociedades humanas. La definición de las culturas arqueológicas y su relación con los pueblos del pasado se ha vuelto menos clara; en algunos casos, lo que se creía que era una cultura monolítica se demuestra mediante estudios posteriores que eran sociedades discretas. Por ejemplo, la cultura Windmill Hill sirve ahora como etiqueta general para varios grupos diferentes que ocuparon el sur de Gran Bretaña durante el Neolítico. Por el contrario, algunos arqueólogos han argumentado que algunas culturas supuestamente distintivas son manifestaciones de una cultura más amplia, pero muestran diferencias locales basadas en factores ambientales como los relacionados con el hombre de Clactoniano.[cita requerida] Por el contrario, los arqueólogos pueden distinguir entre culturas materiales que en realidad pertenecían a un único grupo cultural.  Se ha destacado, por ejemplo, que los árabes aldeanos y nómadas beduinos árabes tienen culturas materiales radicalmente diferentes, aunque en otros aspectos sean muy similares. En el pasado, estos hallazgos sincrónicos solían interpretarse como una intrusión de otros grupos.

## Ejemplos de culturas arqueológicas
- Cultura del vaso campaniforme
- Cultura de la cerámica cordada
- Cultura de los vasos de embudo
- Cultura de los campos de urnas
- Cultura de Hallstatt
- Cultura Valdivia
- Cultura Vicús